# Apodemus uralensis
Apodemus uralensis hay Chuột đồng Ural là một loài động vật có vú trong họ Chuột, bộ Gặm nhấm. Loài này được Pallas mô tả năm 1811.

## Hình ảnh

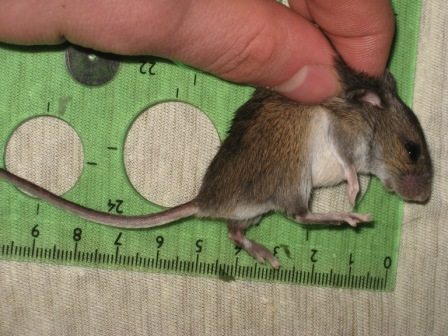
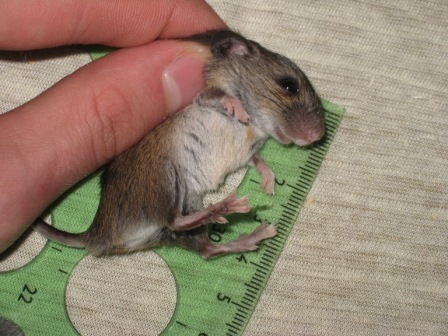
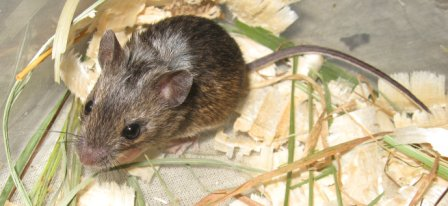
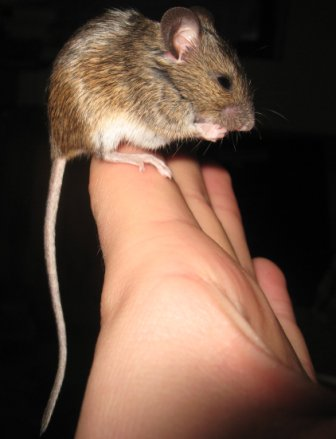